# 璘及爾
璘及爾（Ringil）是托爾金（J. R. R. Tolkien）奇幻小說中土大陸的虛構劍刃。
璘及爾在辛達林語解作「寒冷的星辰」。
璘及爾是芬國昐（Fingolfin）的配劍，它的光芒如同寒冰，被說成「致命的寒冷可貫穿肉體」。芬國昐曾以璘及爾劍七度刺傷魔苟斯（Morgoth）。
芬國昐在死前重創魔苟斯的雙腳，使魔苟斯殘廢。
芬國昐的遺體及他的配劍被索隆多（Thorondor）帶到山頂埋葬，貝爾蘭陸沉後，璘及爾也永遠失落了。